# Georgetown (Delaware)
Georgetown je gradić u američkoj saveznoj državi Delaware. Prema popisu stanovništva iz 2010. u njemu je živjelo 6.422 stanovnika.